# František Matýsek
František Matýsek (30. ledna 1906 Opava – 1. června 1972 Opava) byl český a československý politik Československé strany lidové a poválečný poslanec Ústavodárného Národního shromáždění. Po roce 1948 pronásledován a vězněn komunistickým režimem.

## Biografie
Po gymnáziu v Opavě nastoupil jako kariérní úředník k opavské expozituře Zemského finančního ředitelství. Od roku 1926 členem ČSL. Za 2. světové války byl nucen odejít z Opavy a působil na finančním ředitelství v Brně. Po válce se vrátil do Opavy a obnovoval místní organizaci ČSL.
V parlamentních volbách v roce 1946 se stal poslancem Ústavodárného Národního shromáždění za lidovce. V parlamentu zasedal až do voleb do Národního shromáždění roku 1948.
Po únoru 1948 byl vyloučen akčním výborem z klubu poslanců ČSL. Poté se stýkal s předúnorovými členy strany a funkcionáři Orla na Opavsku. V lednu 1949 byl zatčen Státní bezpečností za to, že neoznámil údajnou trestnou činnost bývalých spolustraníků. Odsouzen byl na jeden rok nepodmíněně. Koncem roku 1951 byl povolán jako nespolehlivý živel do PTP. Zde manuálně pracoval v hodnosti vojína na stavbách až do roku 1954. Poté působil v Krnově jako účetní, ale byl stále pod dohledem StB. V letech 1968–1969 se pokoušel napomoci demokratizaci poměrů v okresní organizaci ČSL v Opavě.